# Miss Beni 2017
La 37.ª edición del certamen Miss Beni, correspondiente al año 2017 se celebró el día 29 de abril organizado por Gino Kikunaga gerente propietario de GK Agencia de Modelos y representante de Promociones Gloria, en Los Salones del Club Social 18 de noviembre de la Ciudad de Trinidad. Concursantes de todo el Beni competieran por este título de belleza. Al finalizar la velada, la Miss Beni 2016, Soraya Salinas de Guayaramerin y Srta Beni 2016, Jhomira Rocha de Santa Ana, entregaron sus corona a su sucesoras, las ganadoras representaran al Beni en el próximo Miss Bolivia Universo 2017 que se realizó en la ciudad de Santa Cruz de la Sierra. 

## Resultados finales
| Resultados Final        | Miss/Srta                  | Delegada                     |
| Miss Beni Universo 2017 | - Miss Guayaramerín        | Argene Coelho Cuellar        |
| Srta Beni Universo 2017 | - Miss Santa Ana de Yacuma | Karen Nicole Parada Méndez   |
| Miss Amazonia 2017      | - Miss Trinidad            | María Gueley Reynaldo Melgar |
| 1º Finalista            | - Miss Rurrenabaque        | Jessica Guerrero             |
| 2º Finalista            | - Miss Riberalta           | Estrellita Rivero Suares     |

Datos:
1. Por Primer año consecutivo se hace un triple TB2TB con Guayaramerín, Santa Ana del Yacuma y Trinidad llevándose los títulos máximos de esta edición.
2. El título Miss Amazonia se entrega después de 11 años en el Miss Beni la última vez fue en el Miss Beni 2006 dejando afuera al título de Miss Moxitania.
3. Este año el Beni participara con 3 candidatas en el próximo Miss Bolivia Universo 2017 siendo la tercera vez que el Beni lleva 3 candidatas al nacional, la última fue en el Miss Bolivia 2013.

## Títulos Previos
| Títulos                 | Municipio                   | Candidata                    |
| Miss Talento            | - Miss Santa Ana de Yacuma  | Karen Nicole Parada Méndez   |
| Mejor Cabellera         | - Miss Rurrenabaque         | Jessica Guerrero             |
| Miss Deporte Patra      | - Miss Santa Ana de Yacuma  | Karen Nicole Parada Méndez   |
| Miss Elegancia          | - Miss Santa Ana de Yacuma  | Karen Nicole Parada Méndez   |
| Miss Silueta Paceña     | - Miss Trinidad             | María Gueley Reynaldo Melgar |
| Mejor Sonrisa Ríe       | - Miss Guayaramerín         | Argene Coelho Cuellar        |
| Mejor Rostro Tival      | - Miss Rurrenabaque         | Jessica Guerrero             |
| Miss Fotogènica         | - Miss San Ignacio de Moxos | Raysa López Rossel           |
| Mejor Traje Típico      | - Miss San Ignacio de Moxos | Raysa López Rossel           |
| Miss Amistad y Simpatía | - Miss San Borja            | Johana Nicole Parada Cuellar |

## Candidatas Oficiales
- 12 candidatas[5] confirmadas competirán por la corona del Miss Beni 2017[6]  las actividades se la estarán conociendo mediante la página de Facebook del Miss Beni 2017 - Oficial

(En la tabla se utiliza su nombre completo, los sobrenombres van entrecomillados y los apellidos utilizados como nombre artístico, entre paréntesis; fuera de ella se utilizan sus nombres «artísticos» o simplificados)
| Municipio                 | Nombre                       | Edad    | Estatura    |
| Miss Guayaramerín         | Argene Coelho Cuellar        | 19 años | 1,70 metros |
| Miss Reyes                | Adriana Duran Villamor       | 19 años | 1,65 metros |
| Miss Riberalta            | Estrellita Rivero Suares     | 19 años | 1,72 metros |
| Srta Riberalta            | Gabriela Ali López           | 20 años | 1,70 metros |
| Miss Rurrenabaque         | Jessica Guerrero             | 19 años | 1,68 metros |
| Srta Rurrenabaque         | Dilma Cortez Villalba        | 17 años | 1,67 metros |
| Miss Santa Ana de Yacuma  | Karen Nicole Parada Méndez   | 19 años | 1,76 metros |
| Miss San Borja            | Johana Nicole Parada Cuellar | 21 años | 1,72 metros |
| Miss San Ignacio de Moxos | Raysa López Rossel           | 20 años | 1,72 metros |
| Miss Trinidad             | María Gueley Reynaldo Melgar | 23 años | 1,74 metros |
| Srta San Ignacio de Moxos | Kris Karen Sánchez Yaca      | 18 años | 1,68 metros |
| Miss Trinidad             | Sheyla Cholima Saavedra      | 24 años | 1,80 metros |

## Datos acerca de las Candidatas
- Algunas de las delegadas del Miss Beni 2017 han participado, o participarán, en otros certámenes de importancia regionales, nacionales e internacionales:
  - Sheyla Cholima (Miss Trinidad); tenía que participar en el Miss Beni 2016 como (Miss Yacuma) pero por razones desconocida declino su participación, ahora este año la veremos luchando por la corona amazónica.
  - Estrellita Rivero (Miss Trinidad) es actual Reina del Carnaval de Trinidad 2017.

- Candidatas Retiradas a la competencia;

- - Kris Karen Sánchez Yaca ("Srta San Ignacio de Moxos") se presentó como candidata oficial al Miss Beni pero por razones desconocidas no se presentó al concurso y Sheyla Cholima Saavedra ("Miss Trinidad") se retiró del concurso por razones académicos que la impidieron participar del concurso, posterioemnte se designó su titilo de Miss Trinidad a la segunda ("Srta Trinidad") Maria Reynaldo como la nueva Miss Trinidad 2017.